# Pierre Omidyar
Pierre Omidyar Morad (en persa: پیر امیدیار) nacido el 21 de junio de 1967, es un empresario estadounidense y franco-iraní, además de filántropo, ingeniero informático y fundador/presidente del portal de subastas eBay. Omidyar y su esposa Pam son filántropos conocidos por su fundación Omidyar Network, creada en 2004, con el fin de ampliar sus esfuerzos más allá de lo que es una organización sin fines de lucro e incluir beneficios y políticas públicas entre sus proyectos, convirtiéndose así en una empresa de inversión filantrópica, comprometida en la creación y el fomento de oportunidades para los ciudadanos  del mundo. Omidyar está considerado como el hombre más rico de Irán.[cita requerida]

## Biografía y el trabajo
Pierre Omidyar nació en París, Francia; de padres iraníes que habían sido enviados por sus abuelos a asistir a la universidad. Su madre, Elahe Mir-Djalali Omidyar, hizo su doctorado en Lingüística en la Sorbona y es una académica de renombre. Su abuelo era cirujano. La familia se mudó a los EE. UU. cuando él tenía seis años. Omidyar creció en Washington D. C.. Su interés por las computadoras comenzó en la Escuela Potomac, donde fue a más cursando el noveno grado. Asistió a la Episcopal St. Andrew's School en Potomac, Maryland. Se graduó de St. Andrew's en 1984, y en 1988 se graduó con una licenciatura en ciencias de la computación de la Universidad Tufts. Poco después empezó a  trabajar para Claris, una subsidiaria de Apple Computer, donde ayudó a escribir MacDraw. En 1991 fue cofundador de Ink Development, dedicada a crear interfaces de usuario de computadora utilizando un lápiz y una tableta, en vez de dispositivos tales como un teclado y un ratón. Posteriormente la empresa fue renombrada como una empresa de comercio electrónico llamada: eShop.

## EBay y una carrera más
Cuando Omidyar tenía 28 años se sentó durante un fin de semana largo para escribir el código original a lo que finalmente se convirtió en una supermarca del Internet, el sitio de subastas eBay. El sitio fue lanzado el Día del Trabajo, lunes, 4 de septiembre de 1995, como "La subasta Web", que fue alojado en un sitio que Omidyar había creado para obtener información sobre el virus ébola. 
La palabra "eBay" se hizo sobre la marcha cuando le dijeron que su primera opción de nombre para su sitio web "echobay" ya había sido registrada. Sin querer hacer un segundo viaje a Sacramento, se le ocurrió 'eBay'. Una historia que se repite con frecuencia es que eBay fue fundada para ayudar a la novia de Omidyar a comercializar unos dispensadores de caramelos fabricados por un gerente de relaciones públicas en 1997, fue escrita en 2002 en el libro de Adam Cohen y confirmada luego por eBay. "La subasta Web" más adelante fue retitulada "eBay". El servicio era gratis al principio, pero comenzó a cobrar dinero a fin de cubrir los costos del proveedor de servicios de Internet.
Jeffrey Skoll se unió a la compañía en 1996. En marzo de 1998, Meg Whitman, fue traída como Presidenta y CEO y continuó dirigiendo la compañía hasta enero de 2008 cuando anunció su retiro. En septiembre de 1998, eBay lanzó una oferta pública para ver si tendrían éxito, lo que hizo a Omidyar y a Skoll multimillonarios. Desde julio de 2008, 178 millones en acciones de eBay se elevaron a aproximadamente 4,450 millones de dólares. Omidyar también es un inversionista de Montage Resort & Spa en Laguna Beach y Beverly Hills, California.

## Omidyar Network
Omidyar Network es una empresa de inversión filantrópica dedicada a aprovechar el poder de los mercados para crear oportunidades a las personas para mejorar sus vidas. Establecido en 2004 por eBay, Pierre Omidyar, fundador y su esposa Pam, la organización invierte y ayuda a las organizaciones innovadoras a catalizar el cambio económico, social y político. Hasta la fecha, Omidyar Network ha comprometido más de 270 millones de dólares a las empresas comerciales y organizaciones sin fines de lucro en adelanto para favorecer el desarrollo económico y fomentar la participación individual a través de múltiples áreas de inversión, incluida la microfinanciación, los derechos de propiedad, la transparencia del gobierno y los medios de comunicación social.

## Riqueza
Según Forbes, en 2015, Omidyar es la persona 168 más rica del mundo. Pierre Omidyar es también conocido por muchos como el hombre más rico de Irán.